# Guersón ben Salomón Catalán
Guersón ben Salomón Catalán, conocido como Guersón ben Salomón de Arles, fue un filósofo, matemático, escritor y talmudista judío que vivió en Arlés (Provenza, Francia) a mediados del siglo XIII. Fue padre de Guersónides y posiblemente nieto de Nahmánides.

## Biografía
Ben Salomón es conocido sobre todo por su trabajo enciclopédico, habiendo compilado unos 1280 artículos en una sola obra, de las más extensas de la época, titulada Sha'ar ha-Shamayim (en hebreo: שער השמיים‎ El portal del cielo). Siguiendo la división adoptada por Shem-Tov Ibn Falaquera, esta obra también fue dividida en los tres temas cardinales: «La física», incluyendo fenómenos naturales, metalúrgica, fauna y flora, el hombre y un capítulo dedicado a los sueños; «La astronomía», con grandes prestaciones de Al-Fargani y del Almagest; y «La teología», incluyendo la metafísica, un conjunto que según Ben Salomón era meramente un resumen del Libro del Alma de Maimónides (Sefer ha-nephesch).  
En su trabajo, Ben Salomón cita a grandes filósofos, pensadores y científicos de la Antigüedad —griegos, como Alejandro de Afrodisias, Aristóteles, Empédocles, Galeno, Hipócrates, Homero, Platón, Ptolemeo, Pitágoras, Temistio y Teofrasto; y musulmanes y judíos, como Al-Magusi, Ibn Ridwan, Averroes, Avicena, Al-Farabi, Al-Fargani, Isaac Israeli, Ibn Tufayl e Ibn Zuhr—.
La obra solo fue publicada en 1547, en Venecia. Más tarde vería la luz su versión alemana en 1801, en Fráncfort del Meno.
Guersón ben Salomón murió probablemente en Perpiñán hacia finales del siglo XIII.